# Галош А-350
Галош А-350 (название на ДД на САЩ – ABM-1) е ранна съветска антибалистична ракета.

## История
В началото на 50-те години е предложено да се създаде отбранителна система, която да предпазва Москва от евентуални ракетни атаки на САЩ и НАТО. Предложената няколко години по-късно система А-35 е одобрена, като работата по нейните компоненти се осъществява от няколко конструкторски бюра. Бюрото на Пьотр Грушин отговаря за разработката и конструкцията на ракетите-прехващачи. Тя започва през 1960 г., като първото пробно изстрелване се състои на 1 януари 1962 г. Следва серия от други 25 изстрелвания. А-350 е приета на въоръжение през 1972 г. Учебните изстрелвания показват възможност от 93% за успешно унищожаване на вражески ракети.

## Описание
А-350 по същество е ракета с термоядрена бойна глава, чиято стандартна мощност е 1 мегатон, с възможност да бъде увеличена до 3 мегатона. Първоначално на Запад е била идентифицирана като обикновена зенитна ракета. За първоначалното разполагане е използвано част от оборудването на по-ранната С-25, но после всички ракети са базирани в шахти. За пръв път е забелязана на парад през 1964 г., поставена на мобилна установка. Ракетата има сгъваеми крила, които се разгъват веднага след изстрелването. Първоначалният модел има три твърдогоривни степени, а при по-късния третата степен е течногоривна. Плановете за създаването на 12 площадки не са осъществени, и са построени едва 4 площадки с 16 шахти всяка. В края на 70-те години започва процес по демонтирането им в полза на по-модерната и ефективна А-135.